# Quatre arts (Xina)
Els quatre arts tradicionals de la Xina, consistien en quatre arts que un escolar havia d'aprendre des de la dinastia Han en endavant. Aquestes arts eren: qín (琴 art musical), qí (棋 art del joc), shū (书 art de la cal·ligrafia) i huà (画 art del dibuix).

## Història del seu origen
Cadascun dels elements individuals del concepte de les quatre arts tradicionals xineses tenen històries molt llargues com a activitats apropiades, la primera vegada que apareix en una la font escrita com un conjunt d'arts és al Fashu Yaolu de Zhang Yanyuan (Compendium de la cal·ligrafia) de la dinastia Tang.

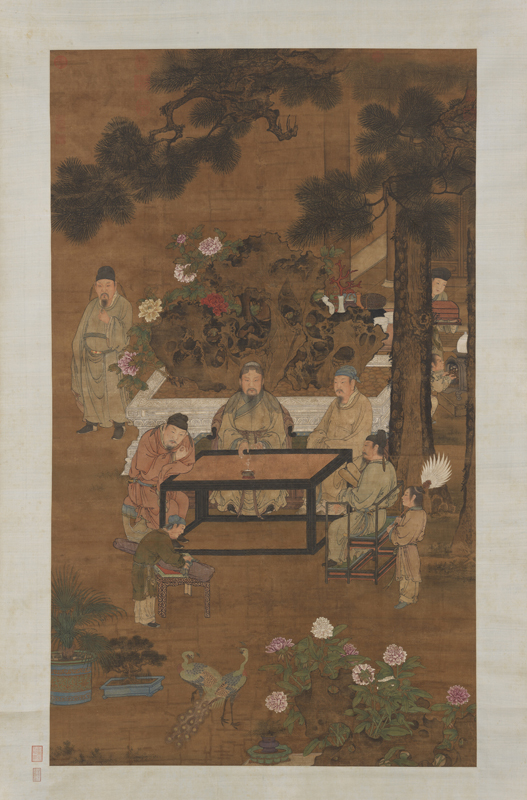
Qin
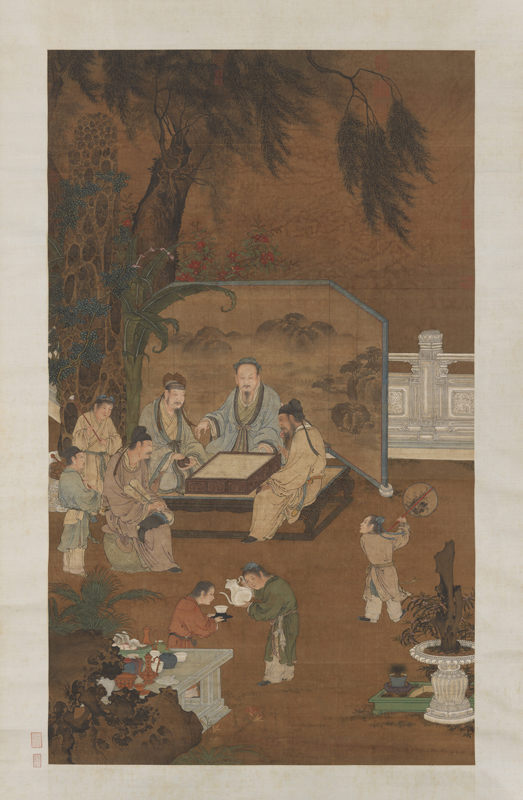
Wéiqí (Go)
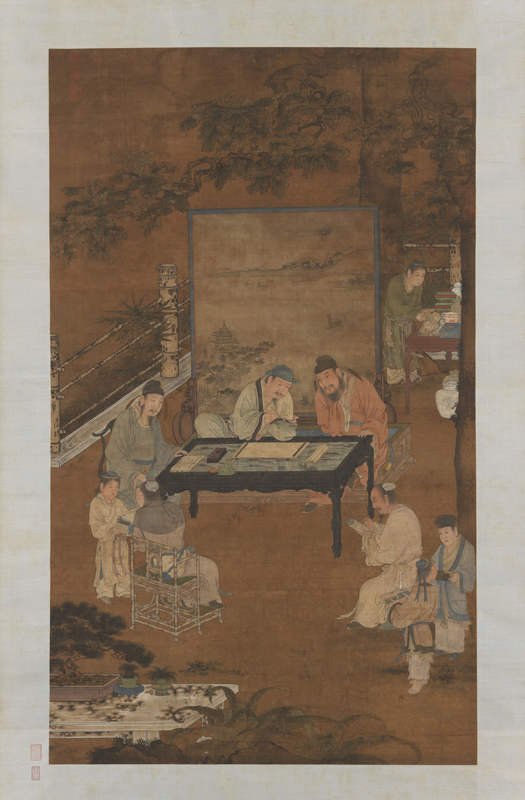
Cal·ligrafia
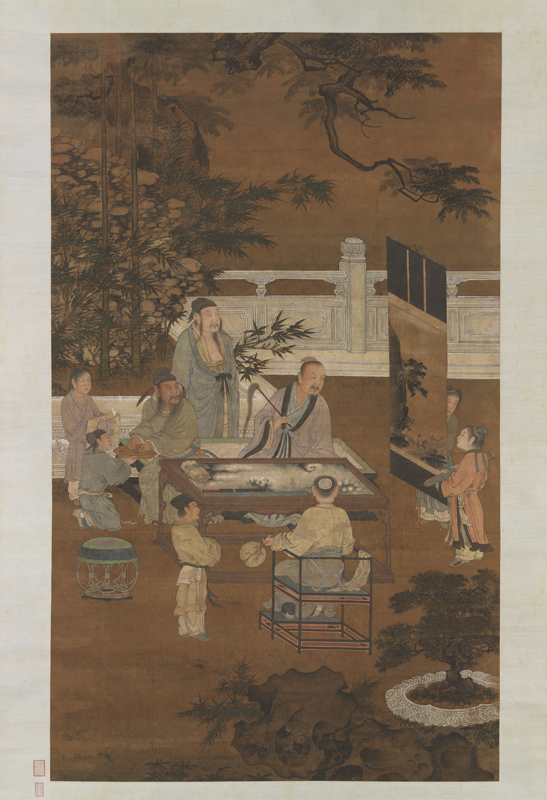
Pintura

## Qín 琴
Qín 琴 s'utilitza per designar un instrument musical dels escolars, el gǔqín. El nom gǔqín es divideix en 'gǔ' (vell) i 'qín' (un instrument de corda). El gǔqín és una espècie de cítara de set cordes que va ser inventada per la societat xinesa més de 3000 anys enrere.

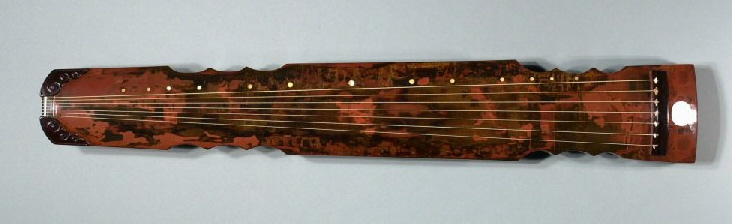
Guqin

## Qí 棋

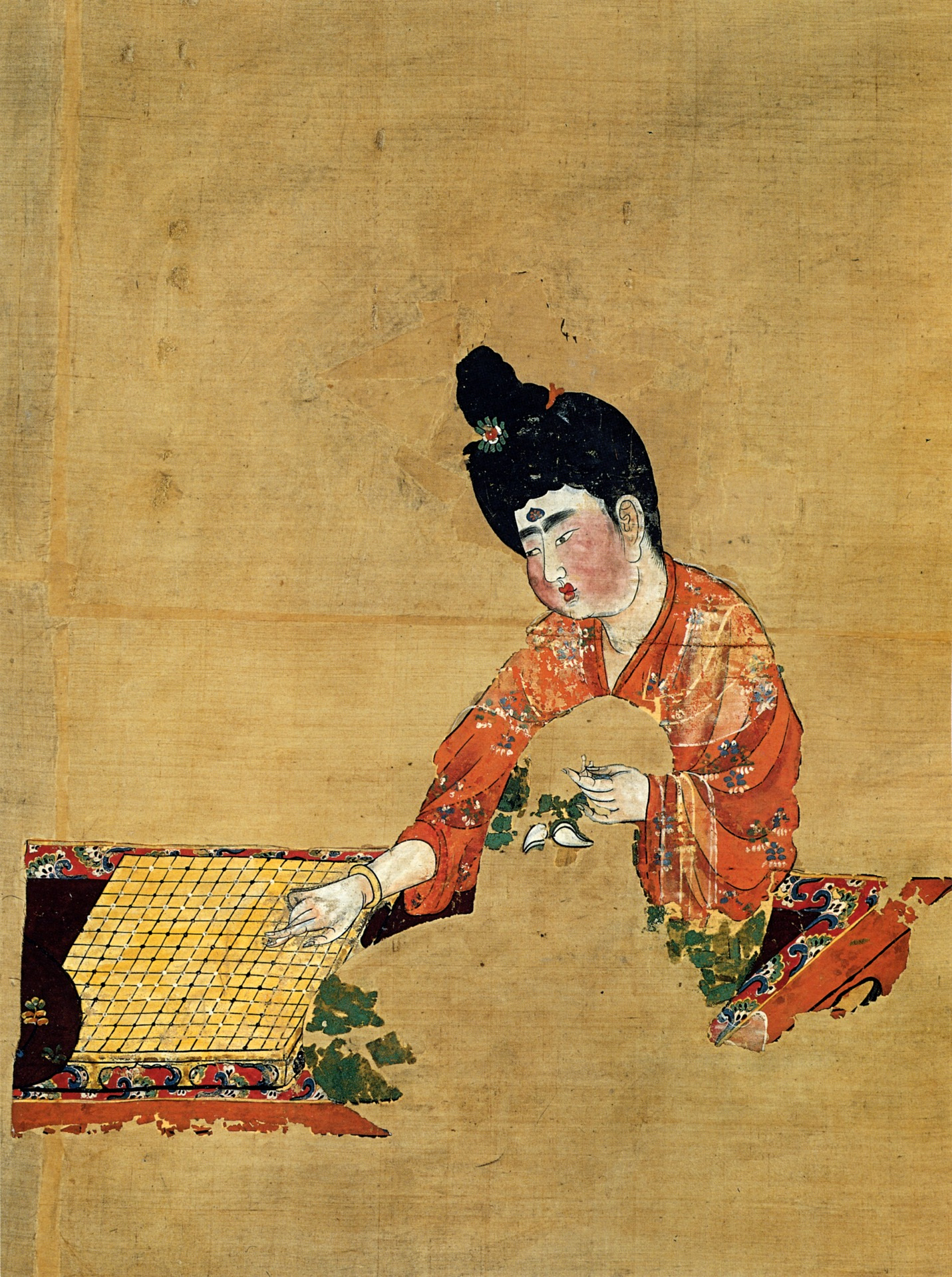
Dona jugant al go (Dinastia Tang ca. 744), descoberta en les Tombes de Astana.

Qí 棋 fa referència al joc de tauler que en l'actualitat es coneix com a “wéiqí” (围棋, que literalment es tradueix com: "joc dels voltants"; i que és conegut al món occidental com “Go”). En aquest  joc, que és entre dos jugadors, es va alternant la ubicació d'unes pedres de color blanc i negre en una superfície de joc consistent en una reixeta de 19x19 línies. El joc, a diferència d'en els escacs, requereix que les pedres es col·loquin en les intercepciones de la reixeta.
El joc té unes regles senzilles. S'ha de col·locar alternativament pedres negres i blanques en les interseccions (que es diuen mù (目)) lliures del tauler. L'ordre sempre comença per les fitxes negres –per això tenen una més que les blanques- i cada jugada solament permet col·locar una pedra. L'objectiu final és controlar una porció del tauler major que la que controla l'oponent. Les fitxes negres no guanyen una partida fins a aconseguir un total de 185 interseccions, mentre que les blanques ho fan capturant 177 interseccions, ja que han començat la partida després de les negres.
El go es va originar fa més de 4000 anys i la seva popularitat es va estendre ràpidament fora de les fronteres xineses, arribant a la península coreana –on rep el nom de baduk– i al Japó –anomenant-lo allí igo– fa més de mil anys, on es va popularitzar entre els nobles i la cort.
Encara avui dia el joc compta amb una gran popularitat i cada any se celebren tornejos, de diversos nivells, d'aquest joc punt a la Xina, com al Japó i Corea, i a vegades es duen a terme tornejos entre diversos països, la qual cosa duu a terme un intercanvi cultural entre els tres països.

## Shū (书)

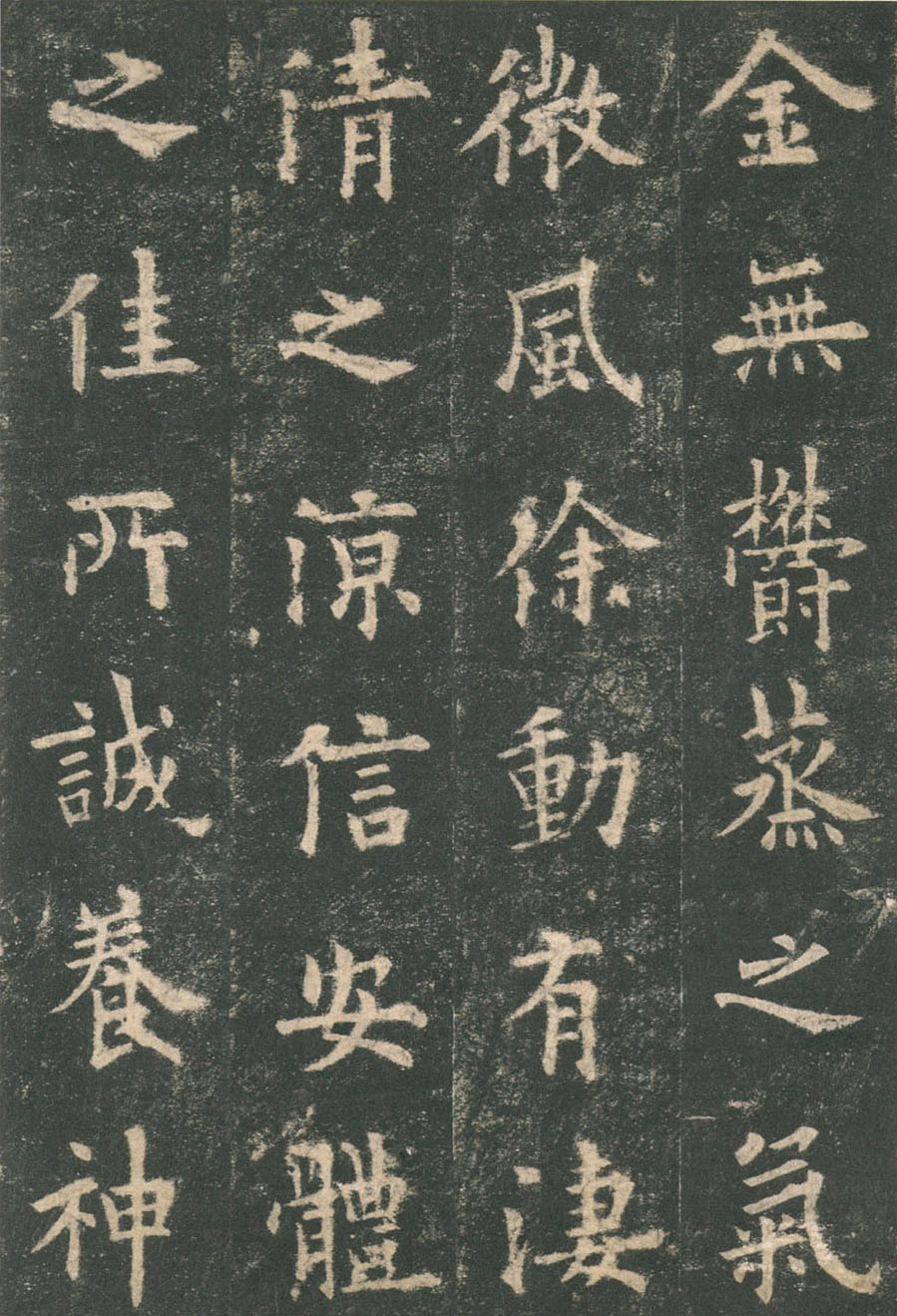
Text del famós cal·lígraf Ouyang Xun (欧阳询, 557-641).

Shū (书), o cal·ligrafia, la qual és molt diferent a l'escriptura estàndard. La cal·ligrafia consistia en accentuacions dels traços per donar un efecte dramàtic a l'estil individual. Es considerava que a través de la cal·ligrafia els escolars podien marcar els seus pensaments i ensenyaments per a la immortalitat, això ha fet que algunes mostres de cal·ligrafia siguin considerades com un dels més valuosos rastres de la cultura xinesa més antiga.

## Huà (画 dibuix)

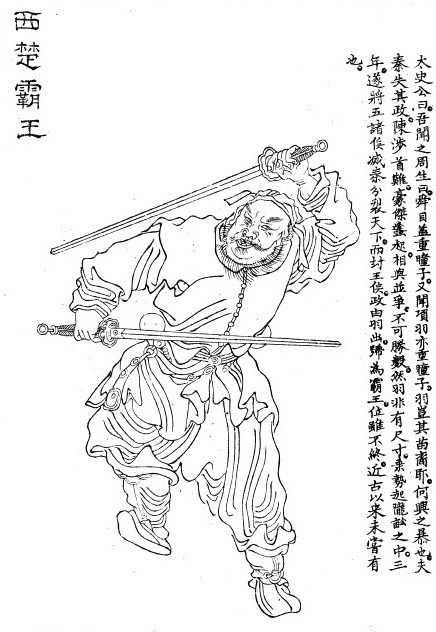
Làmina del "Wan hsiao tang (晩 笑 堂 傳 竹 竹 竹 傳 o 晚 笑 堂 画 传)" publicat en 1743. En ell estan les aparences amb una breu biografia de la gent històrica de la Xina. El nom de l'autor va ser Shang Guanzhou (上官 周), alguna vegada va escriure Kuan-Shou (官 周)

Mitjançant el Huà (画) o dibuix, l'escolar, noble, o individu que ho dominés, demostrava el seu mestratge de les línies artístiques. Per realitzar aquests dibuixos s'utilitzaven tant seda com  fulles de paper d'arròs, mentre que com a tinta s'utilitzava només el color negre i un únic pinzell. Més tard (al llarg de la dinastia Tang) van ser introduint-se els altres colors que ja es emplean en l'actualitat.
S'utilitzaven diverses tècniques per millorar la qualitat de to als dibuixos, així, per exemple, els artistes dibuixaven parts del dibuix en la seda, per més tard rentar-la abans de continuar. Amb això s'aconseguia augmentar l'efecte estètic dels paisatges i rituals que es plasmaven en aquestes pintures.
Una vegada acabades les Pintures, es penjaven en rotllos de paper, que al seu torn es podien o bé penjar o bé guardar enrotllats. També s'han trobat àlbums amb diverses pintures i unes altres s'han vist penjades en les parets.